# Деревянкское сельское поселение
Деревя́нкское се́льское поселе́ние — муниципальное образование в Прионежском районе Республики Карелия Российской Федерации.
Административный центр — посёлок Деревянка

## Население
| 2009  | 2010  | 2012  | 2013  | 2014  | 2015  | 2016  |
| ----- | ----- | ----- | ----- | ----- | ----- | ----- |
| 1911  | ↘1670 | ↗1682 | ↘1659 | →1659 | ↗1681 | ↗1718 |
| 2017  | 2018  | 2019  | 2020  | 2021  | 2023  |       |
| ↘1707 | ↘1686 | ↘1630 | ↘1608 | ↗1818 | ↘1796 |       |

## Населённые пункты
В сельское поселение входят 2 населённых пункта:
| № | Населённый пункт | Тип населённого пункта | Население |
| - | ---------------- | ---------------------- | --------- |
| 1 | Деревянка        | посёлок                | ↘1616     |
| 2 | Пяжиева Сельга   | посёлок                | ↘43       |